# Игле за плетење
Игле за плетење су алат у ручном плетењу за производњу плетених тканина. Обично имају дугачку осовину са сужењем на врху и граничником на крају, али нису ни приближно тако оштре као игле за шивење. Најчешће, нова петља се формира уметањем суженог краја кроз активну петљу, хватањем вунице и провлачењем кроз петљу. У специјализованим облицима плетења игла се може провлачити између активних петљи који се држе на другој игли, или између/кроз неактивне петље које су претходно исплетене.
Величина игле се описује прво њеним пречником, а затим, и њеном дужином. Величина нове петље је великим делом одређена пречником игле за плетење која се користи за формирање плетива. Тако се велике петље могу направити великим иглама, док су за фино плетење потребне мање игле. У већини случајева, игле за плетење које се користе у ручном плетењу су истог пречника; међутим, у неуједначеном плетењу могу се користити игле различитих величина. Веће петље се такође могу направити тако што се предиво више пута омота око игала са сваким убодом. Дужина игле одређује колико петљи може држати одједном; на пример, веома велики пројекти као што је шал са стотинама петљи могу захтевати дужу иглу него мали пројекат као што је уски шал. Различити системи димензионисања игала су у уобичајеној употреби.

## Врсте

### Игле са једним врхом
Најраспрострањенији облик игле је игла са једним врхом. То је узак, раван штап сужен до тачке на једном крају, са граничником на другом крају како би се спречило да петље склизну. Такве игле се увек користе у паровима и обично су 10—16 in (25—41 cm) дуге, али се због сабијања плетива могу користити за плетење знатно ширих комада. Плетење нових петљи се дешава само на суженим крајевима. 

### Игле са два врха
Најстарији тип игле је равна игла са двоструким врхом. Ове игле су сужене на оба краја, што омогућава да се плете са оба краја. Обично се користе (и продају) у сетовима од четири и пет, и обично се користе за кружно плетење. Од проналаска кружне игле, оне се најчешће користе за плетење мањих комада у облику цеви као што су рукави, крагне и чарапе. Обично су две игле активне док друге држе преостале петље. Игле са двоструким врхом су нешто краће од игала са једним врхом или кружних игала и обично су 13-20 cm дужине, иако се израђују и дуже.
Игле са двоструким врхом приказане су на бројним уљним сликама из 14. века, које се обично називају Плетеће Мадоне, које приказују Марију како плете иглама са двоструким врхом (Рут, 2003).
Кратке игле су посебне врсте игала са двоструким врхом, обично веома кратке и користе се за привремено држање веома малог броја петљи док плетиља формира узорак. Често су у облику латиничног слова У, како задржане петље не би спадале док се користи примарна игла.

### Кружне или округле игле
Први амерички патент за кружну или округлу иглу издат је 1918. године, иако су у Европи можда коришћене нешто раније. Кружне игле се састоје од две шиљате, равне игле повезане флексибилним каблом и могу се користити за равно плетење или за кружно плетење. Две игле, обично 4–5 инча (10,5–13 cm) дуге, круте су, омогућавају лако плетење, и повезане су флексибилним каблом (обично направљеним од најлона или обложене жице). Игле су углавном трајно повезане каблом и израђене и у већим дужинама од 9 in (23 cm) до 60 in (150 cm) или су састављене од каблова и заменљивих игала. Ово омогућава да се различите дужине и пречници комбинују у много различитих величина игала, омогућавајући велики број потреба које треба задовољити са релативно малим бројем компоненти. Могућност рада са било ког краја једне игле је згодна за неколико врста плетења.
У коришћењу округлих игала за плетење равних комада плетива, два краја се користе као две одвојене игле. Плетиља држи по једну иглу у свакој руци и плете право по ширини тканине, окреће материјал и плете на другу страну. Употреба округлих игала има неке предности, на пример, тежина тканине је равномерније распоређена, а самим тим и мање оптерећујућа, на рукама и зглобовима плетиље, а дужина кабла може бити дужа него што би било практично са чврстим иглама, јер кабл и тканина леже у крилу плетиље.

## Гинисов светски рекорд за плетење са највећим иглама
Тренутни носилац ове титуле је Џулија Хопсон  из Пензанса у Корнволу. Џулија је плела затегнути квадрат од десет петљи и десет редова користећи игле за плетење које су биле 6,5 cm у пречнику и 3,5 метара дужине.

## Материјали за игле
Поред обичних дрвених и металних игала, старинске игле за плетење понекад су се правиле од корњачевине, слоноваче и кљова моржа; ови материјали су сада забрањени због њиховог утицаја на угрожене врсте, а игле направљене од њих је практично немогуће пронаћи.
Постоји, међутим, сада старински стил игле која изгледа као корњачина, али је заправо направљена од целулоида, понекад познатог као шелонит. Ове игле су направљене у Аустралији, али се више не производе.
Савремене игле за плетење израђују се од бамбуса, алуминијума, челика, дрвета, пластике, стакла, казеина и угљеничних влакана.
Сваки материјал има своје предности и мане: нпр, бамбус је лаган, али се игле од бамбуса лако криве под притиском и тање се лако ломе. Дрво је лепо и пријатно на додир, али петље спорије и теже клизе преко дрвених игли, док металне могу бити тешке. Оно што је искуснијим плетиљама предност, да петље лакше и брже клизе низ иглу, почетницима може отежати рад, јер се петље лакше испуштају.

## Складиштење игала
У дугачким, цилиндричним контејнерима са поставом на дну како би се врхови сачували оштри, могу се уредно складиштити равне игле. Футроле од тканине или пластике сличне козметичким торбама или торби за куварске ножеве омогућавају да се праве игле држе заједно, али раздвојене по величини, а затим умотају како би се максимизирао простор. Кружне игле се могу складиштити са умотаним кабловима у кутије направљене посебно за ову сврху или окачене са равним кабловима. Ако су старије игле стајале са најлонским или пластичним кабловима намотаним за складиштење, можда ће бити потребно да се потопе у врућу воду на неколико минута да би се каблови одмотали и опустили ради лакше употребе. Најскорије произведени каблови елиминишу овај проблем и могу се складиштити намотани без икаквих потешкоћа. Треба пазити да се метални каблови старијих игала не савијају, јер могу оштетити или заглавити вуницу док се плете.

## Мерач игала
Мерач игала омогућава одређивање величине игле за плетење. Неки се такође могу користити за мерење величине кукица за хеклање. Већина игала долази са исписаном величином, али са употребом и временом, етикета се често истроши, а многе игле (са двоструким врхом) обично нису означене.
Мерачи могу бити направљени од било ког материјала, али су често направљени од метала и пластике. Они имају тенденцију да буду од око 3 до 5 инча. Постоје рупе различитих величина кроз које се провлаче игле да би се одредило којој рупи најбоље пристају, а често и лењир дуж ивице за одређивање напетости (која се назива и мерач) узорка.

## Величине игле и конверзије
У Великој Британији се користи метрички систем. Раније су „бројеви“ игала били ознака стандардног мерача пречника жице од које су направљене металне игле. Порекло система нумерисања је неизвесно, али се сматра да су бројеви игала засновани на броју све финијих калупа кроз које је жица морала да се провуче. То је значило да тање игле имају већи број.
У садашњем америчком систему ствари стоје супротно, односно мањи бројеви означавају мање игле. Постоји „стари амерички систем“ који је подељен на стандардне и челичне игле, при чему су последње игле за фине чипке.  Коначно, постојао је систем коришћен у континенталној Европи који је претходио метричком систему.  У великој мери је застарео, али неки старији или поново штампани обрасци захтевају игле у овим величинама.
| Метарска величина(mm) | САД величина | Стара УК величина | Јапанска величина | Стари САД стандард | Стари US Steel | Стара континентална величина |
| --------------------- | ------------ | ----------------- | ----------------- | ------------------ | -------------- | ---------------------------- |
| 0.5                   | 8/0          | 24                |                   |                    |                | 8/0                          |
| 0.7                   | 6/0          | 22                |                   |                    |                | 6/0                          |
| 1                     | 5/0          | 19                |                   |                    | 18             | 5/0                          |
| 1.1                   |              |                   |                   |                    |                | 4/0                          |
| 1.25                  | 4/0          | 18                |                   |                    | 16             | 000                          |
| 1.5                   | 000          | 17                |                   |                    | 15             | 00                           |
| 1.75                  | 00           | 15                |                   |                    | 14             | 0                            |
| 2.0                   | 0            | 14                |                   | 0                  | 13             | 1                            |
| 2.1                   |              |                   | 0                 |                    |                |                              |
| 2.25                  | 1            | 13                |                   |                    | 12             |                              |
| 2.4                   |              |                   | 1                 |                    |                |                              |
| 2.5                   | 1 ½          |                   |                   | 1                  |                | 2                            |
| 2.7                   |              |                   | 2                 |                    |                |                              |
| 2.75                  | 2            | 12                |                   | 2                  | 11             |                              |
| 3.0                   | 2 ½          | 11                | 3                 | 3                  | 10             | 2 ½                          |
| 3.25                  | 3            | 10                |                   |                    |                |                              |
| 3.3                   |              |                   | 4                 |                    |                |                              |
| 3.5                   | 4            |                   |                   | 4                  | 9              | 3                            |
| 3.6                   |              |                   | 5                 |                    |                |                              |
| 3.75                  | 5            | 9                 |                   | 5                  | 8              |                              |
| 3.9                   |              |                   | 6                 |                    |                |                              |
| 4.0                   | 6            | 8                 |                   |                    |                | 4                            |
| 4.25                  |              |                   | 7                 | 6                  |                |                              |
| 4.5                   | 7            | 7                 | 8                 |                    |                | 5                            |
| 4.75                  |              |                   | 9                 | 7                  |                | 6                            |
| 5.0                   | 8            | 6                 |                   | 8                  |                | 7                            |
| 5.1                   |              |                   | 10                |                    |                |                              |
| 5.25                  |              |                   |                   | 9                  |                |                              |
| 5.4                   |              |                   | 11                |                    |                |                              |
| 5.5                   | 9            | 5                 |                   |                    |                | 8                            |
| 5.75                  |              |                   | 12                | 10                 |                |                              |
| 6.0                   | 10           | 4                 | 13                |                    |                | 9                            |
| 6.3                   |              |                   | 14                |                    |                |                              |
| 6.5                   | 10 ½         | 3                 |                   | 10 ½               |                | 10                           |
| 6.6                   |              |                   | 15                |                    |                |                              |
| 7.0                   |              | 2                 | 7 mm              |                    |                | 11                           |
| 7.5                   |              | 1                 |                   |                    |                | 12                           |
| 8.0                   | 11           | 0                 | 8 mm              |                    |                | 13                           |
| 9.0                   | 13           | 00                | 9 mm              |                    |                | 14                           |
| 10.0                  | 15           | 000               | 10 mm             |                    |                | 15                           |
| 11.0                  |              |                   |                   |                    |                | 17                           |
| 12.5                  | 17           |                   |                   |                    |                |                              |
| 13.0                  |              |                   |                   |                    |                | 19                           |
| 14.0                  | 18           |                   |                   |                    |                |                              |
| 16.0                  | 19           |                   | 16 mm             |                    |                |                              |
| 19.0                  | 35           |                   |                   |                    |                |                              |
| 25.0                  | 50           |                   | 25 mm             |                    |                |                              |